# Wilczkowo (powiat gryficki)
Wilczkowo (niem. Völschenhagen) – wieś w Polsce położona w województwie zachodniopomorskim, w powiecie gryfickim, w gminie Gryfice, 7 km od Gryfic.
W latach 1975–1998 miejscowość należała administracyjnie do województwa szczecińskiego.